# Phalaenomorpha delegata
Phalaenomorpha delegata är en insektsart som först beskrevs av Melichar 1902.  Phalaenomorpha delegata ingår i släktet Phalaenomorpha och familjen Flatidae. Inga underarter finns listade i Catalogue of Life.